# Hermann Alois Baum
Hermann Alois Baum (* 2. Dezember 1943 in Halle (Saale)) ist ein deutscher Philosoph und emeritierter Hochschullehrer.

## Werdegang
Er studierte zunächst Philosophie und Theologie am Philosophisch-Theologisches Studium in Erfurt, dann Design an der Kunsthochschule Burg Giebichenstein in Halle (Saale).
Nach seiner Flucht aus der DDR setzte er seine Studien (Philosophie, Theologie, Politische Wissenschaft und Germanistik) an der Eberhard Karls Universität Tübingen, an der Sorbonne und dem Institut Catholique de Paris, an der Ludwig-Maximilians-Universität München, an der Universität Laval (Québec, Kanada) und an der Carleton University (Ottawa, Kanada) fort. In München und London nahm er an einer Ausbildung zum Dozent des Goethe-Instituts teil.
An der Carleton University in Ottawa schloss er seine Germanistik-Studien (German studies) mit dem Master of Arts ab. An der Ludwig-Maximilians-Universität in München promovierte er zum Dr. phil (Philosophie), an der Université Laval beendete er sein Theologie-Studium mit dem Doktorat (Ph. D., in Deutschland nostrifiziert: Dr. theol. CDN).
Die Habilitation in Philosophie erhielt er an der Universität Kassel, wo er seit der Habilitation Privatdozent war.
Zunächst war er Lehrbeauftragter an der Universität Saarbrücken, dann emigrierte er nach Kanada, wo er als Professor und Gastprofessor an verschiedenen Universitäten in Nova Scotia, Québec und Ontario arbeitete und als Visiting Scholar an der Harvard University (USA) weilte. Nach seiner Rückkehr nach Deutschland war er Vertretungsprofessor an der Universität Kassel, dann Professor an der Katholischen Hochschule NRW in Paderborn und Köln.

## Forschungsschwerpunkte
Historisch galt sein Hauptinteresse der Philosophie Immanuel Kants, systematisch der Ethik, der philosophischen Anthropologie und der Religionsphilosophie.

## Schriften
- Übersetzung: Lucien Goldmann: Der verborgene Gott (frz. Original: Le dieu caché, 1955). Neuwied/Darmstadt 1973, ISBN 3-472-72587-7.
- Lucien Goldmann – Marxismus contra vision tragique? Stuttgart-Bad Cannstatt 1974, ISBN 3-7728-0546-9.
- Impulse und Reaktionen. Kasseler Philosophische Schriften 14, Kassel 1985.
- Das Licht des Gewissens. Frankfurt am Main 1990, ISBN 3-631-43014-0.
- Kants „System“ und Goethes „Faust“. Hamburg 1992, ISBN 3-86064-081-X.
- Bannkreise des Tötens. Sankt Augustin 1995, ISBN 3-88345-628-4.
- Ethik sozialer Berufe. Paderborn 1996, ISBN 3-8252-1918-6.
- Kant. Moral und Religion. Sankt Augustin 1998, ISBN 3-89665-065-3.
- Anthropologie für soziale Berufe. Opladen 2000, ISBN 3-8100-2648-4.
- Theorien sozialer Gerechtigkeit. Politische Philosophie für soziale Berufe. Münster 2004, ISBN 3-8258-7752-3.
- Die Verfremdung Jesu und die Begründung kirchlicher Macht. Düsseldorf 2006, ISBN 3-491-72503-8.
- Drei Religionen – drei Götter. Berlin 2015, ISBN 978-3-86573-853-0.
- Und das soll ich glauben? Kritische Gedanken zum Glaubensbekenntnis. Norderstedt 2017, ISBN 978-3-7448-2181-0.
- Ethik – Einführung. Norderstedt 2017, ISBN 978-3-7448-2318-0.
- Schlüsselfragen großer Philosophen. In 25 kleinen Geschichten neu entschlüsselt (= Einführungen: Philosophie. Band 21). LIT, Berlin/Münster 2017, ISBN 978-3-643-13894-1.
- Schlüsselfragen großer Philosophen – Band 2. In 25 neuen Geschichten entschlüsselt (= Einführungen: Philosophie. Band 22). LIT, Berlin/Münster 2018, ISBN 978-3-643-13999-3.
- Platons Bratpfanne. Kleines philosophisches Kochbuch. Norderstedt 2019, ISBN 978-3-7322-3536-0.
- Kant's Kochtopf. Kleines philosophisches Kochbuch. Band 2. Norderstedt 2022, ISBN 978-3-7568-8670-8.

## Auszeichnungen
- Preisträger des Philosophisch-Theologisches Studium Erfurt 1965.

| Personendaten    | Personendaten                                          |
| ---------------- | ------------------------------------------------------ |
| NAME             | Baum, Hermann Alois                                    |
| KURZBESCHREIBUNG | deutscher Philosoph und (emeritierter) Hochschullehrer |
| GEBURTSDATUM     | 2. Dezember 1943                                       |
| GEBURTSORT       | Halle (Saale)                                          |